# Ovomucoïde
L'ovomucoïde est une enzyme inhibitrice de protéases qui est présente dans le blanc d'œuf des oiseaux. Ce polypeptide comprend trois domaines fonctionnels très similaires capables chacun de fixer une protéase (par exemple la trypsine). Ces domaines sont séparés au niveau de la séquence par des introns. Chaque domaine est lui-même codé par deux exons séparés par un intron. L'apparition de ces trois domaines est vraisemblablement le fruit de deux duplications successives en tandem d'un même domaine.

## Allergies
Certaines protéines, comme l'ovomucoïde, ou l'ovalbumine, l'ovotransferrine ou le lysozyme sont en cause dans la majorité des cas d'allergie à l'œuf. Parmi ces quatre protéines, l'Institut national de la recherche agronomique classe l'ovomucoïde comme la plus allergène.